# Мазагаон
Мазагаон (порт. Mazagão) — остров в Индийском океане, ранее входивший в состав архипелага Семь островов Бомбея и расположенный на территории Индии.

## География
Это один из семи островов Бомбея. Он является частью Южного Мумбаи, до него можно добраться на станции Byculla на центральной железнодорожной линии и на станции Dockyard Road на железнодорожной линии Harbour Railway. В Мазагаоне находятся такие морские компании, как Bombay Port Trust и Mazagaon Dock Ltd., Mazagaon Court и англо-индийские школы, включая среднюю школу Розария, школу Святого Петра, среднюю школу Антонио Д'Сузы и школу Святой Марии.

## История
Название острова произносится католиками как «мазгон» или «маз-а-гон», а говорящими на маратхи — как мажгав. Это означает на санскрите «рыбацкая деревня» (позже на языке маратхи название трансформировалось в «моя деревня»). В конце XVII — начале XVIII века в результате строительства моста и насыпки улиц через отвоёванный у моря район Умаркхади остров Мазагаон был соединён с островом Бомбей сухопутным проходом.
Первыми португальскими поселенцами были иезуиты, которые основали церковь в XVI веке. Несмотря на их притязания, в 1572 году король Португалии Себастьян I подарил остров в вечное пользование семье Лима Соуза. Когда португальцы уступили остров англичанам в 1661 году, там было хорошо зарекомендовавшее себя население католиков, в основном рыбаков. Хотя евразийцы также не были редкостью. Некоторые чёрные рабы, привезенные португальцами, известные как кафры, также вошли в этническую смесь. Некоторые из их традиционных деревянных домов все ещё сохранены и сейчас являются объектами культурного наследия.

### Китайский квартал
До 1960-х годов в Мумбаи был небольшой китайский квартал в Мазагаоне. После китайско-индийской войны 1962 года большинство его населения было сочтено предателями и покинуло город. В настоящее время в Мумбаи проживает небольшое этническое китайское население из 400 семей.
На Мазагаоне находятся китайский храм и кладбище. Кван Гун, расположенный за железнодорожной станцией Dockyard Road, представляет собой небольшой китайский храм на улице Наваб Танк-роуд, 12. Это единственный храм Мумбаи выкрашенный в красный цвет, и является спокойным местом, где играет медитативная китайская музыка.
Он украшен со всеми необходимыми атрибутами типичного китайского храма, включая свиток Фортуны, бумажные деньги и ароматические палочки, храм отдает дань китайского богу защиты, справедливости и мужества Гуаньте Гун. Смотрителем храма был Альберт Тэм, чья мать заботится о храме. Кроме того, строят еще один храм на первом этаже здания, посвященное Гуань Инь, женскому божеству, почитаемых за милость, мир и мудрость.